# そりすべり (曲)
『そりすべり』（英語：Sleigh Ride）は、アメリカ合衆国の作曲家ルロイ・アンダーソンが作曲した管弦楽曲である。1948年の作品であり、『ブルー・タンゴ』以前の作者の代表作の一つである。

## 概要
クリスマス時期によく店舗内などのBGMとして使用されるが、元は冬のイベントのために作られた曲ではない。

## 楽器編成
| 木管 | 木管         | 金管 | 金管 | 打    | 打                                                                 | 弦   | 弦 |
| ---- | ------------ | ---- | ---- | ----- | ------------------------------------------------------------------ | ---- | -- |
| Fl.  | 2、ピッコロ1 | Hr.  | 4    | Timp. |                                                                    | Vn.1 | ●  |
| Ob.  | 2            | Trp. | 3    | 他    | スレイベル、ウッドブロック、むち、シロフォン、グロッケンシュピール | Vn.2 | ●  |
| Cl.  | 2            | Trb. | 3    | 他    | スレイベル、ウッドブロック、むち、シロフォン、グロッケンシュピール | Va.  | ●  |
| Fg.  | 2            | Tub. | ●    | 他    | スレイベル、ウッドブロック、むち、シロフォン、グロッケンシュピール | Vc.  | ●  |
| 他   |              | 他   |      | 他    | スレイベル、ウッドブロック、むち、シロフォン、グロッケンシュピール | Cb.  | ●  |

管楽器と弦楽器は標準的なオーケストラだが、打楽器はティンパニを欠く一方で通常の管弦楽曲ではあまり用いられない楽器が使われる。

## 曲の構成
複合三部形式による作品。演奏時間は約3分。終始スレイベルが鳴り続け、曲の雰囲気を特徴づける。再現部では主題がジャズ風に変奏される。曲の最後では、トランペットのバルブを半押しにして吹き込むという特殊奏法によって、ウマの鳴き声が表現される。

## 編曲など
オリジナルの管弦楽編成の他、様々な編成（吹奏楽など）による編曲版が存在し、それらによっても多く演奏される。
英語の歌詞がつけられているが、これはアメリカの作詞家ミッチェル・パリッシュによるものである。この歌詞を最初に歌ったのはアンドリューズ・シスターズであるとされる。また、ビング・クロスビー、ロネッツ、カーペンターズ、ベイビーフェイスら多くの歌手によっても歌われている。